# Dominik Schad
Dominik Friedrich Schad (* 4. März 1997 in Aschaffenburg) ist ein deutscher Fußballspieler. Der rechte Verteidiger stand zuletzt bei Preußen Münster unter Vertrag.

## Karriere

### Vereine
Schad begann seine Karriere als Vierjähriger beim FC Wenigumstadt und kam über die Stationen JSG Bachgau und Viktoria Aschaffenburg im Jahr 2011 zur SpVgg Greuther Fürth. Dort stand er am 3. August 2015 für das Ligaspiel gegen RB Leipzig erstmals im Kader der ersten Mannschaft, kam jedoch nicht zum Einsatz. Sein Debüt in der 2. Bundesliga gab er am 15. Mai 2016 beim 3:1-Heimsieg gegen den SV Sandhausen, nachdem er in der 87. Minute für Veton Berisha eingewechselt worden war. Einen Tag später spielte er bei der 1:2-Heimniederlage gegen den SSV Jahn Regensburg erstmals für die zweite Mannschaft der Fürther in der Regionalliga Bayern. 
Im Sommer 2018 unterschrieb Schad einen Dreijahresvertrag beim Drittligisten 1. FC Kaiserslautern, welchen er im Juni 2020 vorzeitig um zwei Jahre bis 2023 verlängerte. Schad etablierte sich schon bald als Stammspieler auf der rechten Außenverteidigerposition. Am 6. Spieltag der Saison 2020/21 erlitt er einen Wadenbeinbruch und fiel den Rest der Spielzeit aus. In der folgenden Spielzeit war Schad meist Einwechselspieler, kam aber dennoch auf 25 Einsätze und stieg mit dem FCK in die 2. Bundesliga auf. Nachdem seine Einsatzzeiten in der Zweitligasaison 2022/23 weiter zurückgegangen waren, wurde sein auslaufender Vertrag nicht verlängert.
Im Sommer 2023 wechselte er zum Drittliga-Aufsteiger Preußen Münster. In seiner ersten Saison, die er für Preußen Münster bestritt, gelang ihm der Aufstieg in die 2. Fußball-Bundesliga. Nach der Saison 2024/25 verließ Schad Preußen Münster.

### Nationalmannschaft
Schad debütierte am 4. September 2015 bei der 2:3-Niederlage im Freundschaftsspiel gegen England in der deutschen U19-Nationalmannschaft. Drei Tage später kam er beim 2:1-Sieg gegen die Niederlande zu einem weiteren Einsatz. Auch für die Testspiele gegen die USA (8:1) und Mexiko (1:0) im Oktober 2015 wurde Schad berücksichtigt und stand jeweils in der Startelf.
Ende August 2016 wurde Schad erstmals in den Kader der U20-Nationalmannschaft berufen und debütierte am 1. September 2016 bei der 0:1-Niederlage im Freundschaftsspiel gegen Italien. Für die U20-Weltmeisterschaft 2017 in Südkorea wurde Schad in den deutschen Kader nominiert und scheiterte mit seiner Mannschaft im Achtelfinale an Sambia.

## Erfolge
1. FC Kaiserslautern
- Aufstieg in die 2. Bundesliga: 2022

Preußen Münster
- Aufstieg in die 2. Bundesliga: 2024